# خانه آزاد
منزل آزاد، بنایی تاریخی مربوط به اوایل دوره قاجار است که در محله سردشت از شهر تاریخی تون در غرب فردوس واقع شده‌است. این اثر در تاریخ ۶ اسفند ۱۳۸۵ با شمارهٔ ثبت ۱۷۴۱۴ به‌عنوان یکی از آثار ملی ایران به ثبت رسیده است.